# Pomorie Point
Pomorie Point är en udde i Antarktis. Den ligger i Sydshetlandsöarna. Argentina, Chile och Storbritannien gör anspråk på området.
Terrängen inåt land är platt norrut, men söderut är den kuperad. Havet är nära Pomorie Point åt nordost. Trakten är glest befolkad. Närmaste befolkade plats är Maldonado Station, 17,1 kilometer öster om Pomorie Point. 